# Yautepec de Zaragoza
Yautepec de Zaragoza es una localidad del estado mexicano de Morelos. Es la cabecera del municipio de Yautepec.

## Toponimia
El nombre «Yautepec» proviene de los términos en náhuatl: yauhtli, flor de pericón; tepetl, cerro; co, locativo. Su significado es «En el cerro de las flores de pericón». El nombre «Zaragoza» rinde homenaje a Ignacio Zaragoza, militar partícipe de la segunda intervención francesa en México en favor del bando republicano.

## Demografía
| Gráfica de evolución demográfica |
|                                  |

| Censo | Población |
| ----- | --------- |
| 1900  | 6 139     |
| 1910  | 6 500     |
| 1921  | 2 537     |
| 1930  | 4 315     |
| 1940  | 4 538     |
| 1950  | 8 141     |
| 1960  | 9 205     |
| 1970  | 13 952    |
| 1980  | 17 899    |
| 1990  | 29 110    |
| 2000  | 38 380    |
| 2010  | 42 731    |
| 2020  | 44 353    |